# Akiko Hasegawa
Akiko Hasegawa (geborene Akiko Uchida japanisch 内田 暁子, Uchida Akiko; * 30. November 1985 in Tokio) ist eine japanische Beachvolleyball- und ehemalige Volleyballspielerin.

## Karriere

### Hallenvolleyball
Von 2005 bis 2008 spielte die Universalspielerin für die Bunkyo Gakuin High School. Als bestes Ergebnis gelang dabei der neunte Platz bei der All Japan High School Championship in zwei Spielzeiten. Im Anschluss daran pritschte und baggerte die aus der japanischen Hauptstadt stammende Athletin für die Aoyama Gakuin University und gewann mit der Mannschaft 2007 und 2009 die All Japan Intercollegiate Championships. Mit den NEC Red Rockets wurde sie im gleichen Jahr Dritte  in der Japan SV.League. Dies war auch das beste Resultat, das sie mit dem Verein jemals erreichte. Hinzu kamen während ihrer Zeit beim Sportclub in Kawasaki noch zwei vierte Plätze in der Liga und ein weiterer vierter Rang bei den Empress' Cup All Japan Championship sowie mehrere Podestplätze bei Kurowashiki Tournaments. Im Anschluss an die Saison 2013/14 beendete Hasegawa ihre Hallenkarriere.

### Beachvolleyball
Die Sportlerin wechselte 2015 von der Halle in der Sand und gewann mit Ayumi Kusano die beiden ersten Wettbewerbe in ihrem Heimatland. Die Japanerinnen wurden anschließend jeweils Dritte bei Turnieren in Neuseeland und Australien. Bei den Asienmeisterschaften 2017 trat Akiki mit Azusa Futami an. Die beiden überstanden die Gruppenphase, scheiterten aber im Achtelfinale. Beim Ein-Stern-Event der FIVB World Tour in Agadir standen sie im Endspiel. Ein Jahr später erreichten sie bei der Zwei-Sterne-Veranstaltung in Sydney die Vorschlussrunde und bei den Drei-Sterne-Turnieren in Luzern und Tokio das Achtelfinale. Bei den Vier-Sterne-Wettbewerben in Xiamen, Ostrava und Espinho sowie beim Majors in Gstaad gelangten sie nach überstandener Qualifikation und Gruppenphase jeweils in die erste Hauptrunde. Bei den Asienspielen kamen sie in die Runde der letzten Acht. Den bis dahin größten Erfolg erkämpften sie jedoch 2019 beim Drei-Sterne-Event von Edmonton, als sie erst im Semifinale von den kurz zuvor gekrönten Weltmeisterinnen Sarah Pavan und Melissa Humana-Paredes bezwungen werden konnten und sich anschließend im Duell mit Nicole Laird / Becchara Palmer die Bronzemedaille sicherten. Nach dem geteilten neunten Platz bei den Asienmeisterschaften 2020 endete ihr letztes gemeinsames Turnier noch einmal auf dem Podest. als sie eine Saison später im Endspiel der AVC Continental Cup Finals standen.
Mit Yurika Sakaguchi wurde Akiki Hasegawa im gleichen Jahr Fünfte bei den Asienmeisterschaften, eine Platzierung, die die Japanerinnen 2022 wiederholen konnten. Hinzu kamen einige Siege bei nationalen Veranstaltungen und der geteilte fünfte Platz beim Challenge auf den Malediven sowie die Runden der besten sechzehn Beachpaare bei den gleichwertigen Wettbewerben in Dubai und Torquay 1. Die Teilnahme an der Beachvolleyball-Weltmeisterschaft 2023 endete jedoch satz- und sieglos. Nach den Welttitelkämpfen bildeten Akiki und Miki Ishii  ein neues Beachduo. Achtelfinalteilnahmen bei den Challenge-Events in Chiang Mai und Nuvali sowie bei den gleichwertigen Wettkämpfen in Recife und Guadalajara waren beachtenswerte Ergebnisse. Der bis dahin wertvollste gemeinsame sportliche Erfolg gelang den beiden jedoch im Juni 2024, als sie gemeinsam mit Suzuka Hashimoto und Reika Murakami im Juni 2024 den AVC Beach Volleyball Continental Cup gewannen und so sich und ihrem Nationalverband einen Startplatz für die Olympischen Spiele sicherten. In Paris  wurden sie Gruppendritte, überstanden die Lucky Loser Runde durch einen Sieg gegen Placette / Richard, verloren jedoch in der ersten Hauptrunde gegen die Goldmedaillengewinnerinnen Ana Patrícia / Duda und belegten so den geteilten neunten Rang.